# Feriae Augusti
 (décembre 2022).
Si vous disposez d'ouvrages ou d'articles de référence ou si vous connaissez des sites web de qualité traitant du thème abordé ici, merci de compléter l'article en donnant les références utiles à sa vérifiabilité et en les liant à la section « Notes et références ».
Feriae Augusti (repos d'Auguste) est une fête instaurée par l'empereur Auguste en 18 av. J.-C. qui s'ajoute aux fêtes romaines préexistantes et se déroulant aussi au mois d'août, comme les Vinalia ou les Consualia, pour célébrer les récoltes et la fin des principaux travaux agricoles. Outre son dessein évident d'auto-promotion politique, elle a pour but de lier entre elles les principales fêtes d'août pour ainsi créer une période de repos adéquate, nécessaire après les grandes fatigues des semaines précédentes.
Pendant les festivités, des courses de chevaux sont organisées à travers tout l'empire et même les animaux de trait (bœufs, ânes et mules) étaient dispensés de travail et décorés avec des guirlandes de fleurs. 
Ces traditions antiques refont surface, presque inchangées, pendant le Palio de Sienne, par exemple. La même appellation (palio) dérive du pallium, le drap d'étoffe précieuse qui servait de premier prix pour les vainqueurs des courses de chevaux dans la Rome antique. Pour l'occasion, les travailleurs transmettaient leurs meilleurs vœux aux patrons, récoltant en échange un pourboire : cette pratique devint même obligatoire pendant la Renaissance dans les États pontificaux.
Les Feriæ Augusti étaient des jours fériés dans tout l'Empire romain.
Lors de la christianisation de l'Europe, elle est remplacée peu à peu par l'Assomption, célébrée le 15 août. Elle subsiste, le même jour, en Italie sous le nom de Ferragosto.